# Faust - Eine Deutsche Volkssage
Faust - Eine Deutsche Volkssage (bra: Fausto) é um filme mudo alemão de 1926, um drama de horror dirigido por F. W. Murnau baseado na obra homônima de Goethe.

## Sinopse
Fausto é um velho alquimista que vê sua cidade ser assolada pela peste negra. Vendo tanta morte, começa a pensar sobre sua própria finitude. Ele então faz um trato com Mefistófeles, cedendo-lhe sua alma em troca da eterna juventude. Tudo corre bem, até que Fausto se apaixona por uma jovem italiana.

## Elenco
- Emil Jannings - Mefistófeles
- Gösta Ekman - Fausto
- Camilla Horn - Margarida
- Frida Richard - mãe de Margarida
- William Dieterle - irmão de Margarida
- Yvette Guilbert - tia de Margarida
- Eric Barclay - duque de Parma
- Hanna Ralph - duquesa de Parma
- Werner Fuetterer - arcanjo